# 亨特敦
亨特敦（英語：Huntertown）為美国印第安纳州艾倫縣的一个城镇，位于该县西北部。总面积9.87平方公里，总人口4,810（2010年）。

## 历史
亨特敦原名“The Opening”，因为该地是一个天然林空地。亨特敦大约于1832年由威廉·亨特建立。1966年，该地建制为镇。